# Toronto Knob Hill Farms
Toronto Knob Hill Farms byl kanadský juniorský klub ledního hokeje, který sídlil v Torontu v provincii Ontario. V letech 1962–1963 působil v juniorské soutěži Ontario Hockey Association (později Ontario Hockey League). Založen byl v roce 1962 po přestěhování týmu Unionville Seaforths do Toronta. Své domácí zápasy odehrával v hale Maple Leaf Gardens s kapacitou 13 718 diváků.

## Přehled ligové účasti
Zdroj: 
- 1962–1963: Ontario Hockey Association (Divize Metro Junior A)